# Justicia mkungweensis
Justicia mkungweensis är en akantusväxtart som beskrevs av Vollesen. Justicia mkungweensis ingår i släktet Justicia och familjen akantusväxter. Inga underarter finns listade i Catalogue of Life.